# Belga (moneda)
|  | Per a altres significats, vegeu «Belga». |

El belga va ser una unitat monetària de Bèlgica, amb curs legal des del 1926 fins al 8 de gener del 1946 i que valia cinc francs belgues d'or. Va ser creada a l'època econòmicament tumultuosa de la fi dels anys 1920 per distingir clarament la moneda belga del franc francès, quan, a la fi del 1925, Bèlgica havia deixat la Unió Llatina, una unió monetària amb França, Itàlia, Grècia i Suïssa.
El belga mai no va ser realment acceptat com a moneda. Per la força del costum, els belgues sempre van continuar calculant en francs i mai no van utilitzar el nom nou. La moneda va desaparèixer sobtadament el 1946.